# Harpiocephalus
Genre
Harpiocephalus est un genre de chauves-souris.

## Liste des espèces
- Harpiocephalus harpia
- Harpiocephalus mordax